# Om av mångahanda ting
Om av mångahanda ting är en psalm med text och musik skriven 1957 av Egon Zandelin.

## Publicerad i
- Segertoner 1988 som nr 345 under rubriken "Fader, son och ande - Gud, vår Skapare och Fader".[1]